# Chou-rave
Brassica oleracea var. gongylodes
Pour les articles homonymes, voir Chou (plante) et Rave.
Variété
Classification APG II (2003)
Le chou-rave Brassica oleracea var. gongylodes est une variété de chou, plante herbacée bisannuelle de la famille des brassicacées, cultivée comme plante potagère qui se caractérise  par une tige courte et renflée. La boule ainsi formée est ronde ou ovale allongée. On consomme surtout la boule, mais aussi les feuilles si elles sont fraiches.

## Dénominations
Noms communs : chou-rave (au pluriel : choux-raves), chou de Siam, boule de Siam ; en Suisse romande et au Canada  : colrave, chou-pomme ; allemand : Kohlrabi, Oberkohlrabi, Rübkohl, ; anglais : cabbage turnip ou German turnip ; néerlandais : kohlrabi ; danois : glaskål, knudekål ; espagnol : col rábano, colinabo ; italien : cavolo rapa ; roumain : gulie ; polonais : kalarepa ; chinois : qiü jïng, gän län.

## Confusions
Brassica rapa, qui se traduit littéralement par "chou-rave", est une autre espèce qui comprend les différents types de navets, certaines raves, la navette oléagineuse et le chou chinois, le  pakchoï et le pe-tsaï.
Il ne doit pas non plus être confondu avec le chou-navet ou rutabaga de l'espèce Brassica napus subsp. rapifera, le chou-rave a des feuilles glabres et la base des feuilles fines alors que le rutabaga a des feuilles hérissées et un collet renflé écrit de Candolle (1822), le renflement du rutabaga est une racine enterrée, celui de chou-rave est sur la tige, hors du sol. Le rutabaga a une racine plus sèche, un peu dure et filandreuse.

## Description

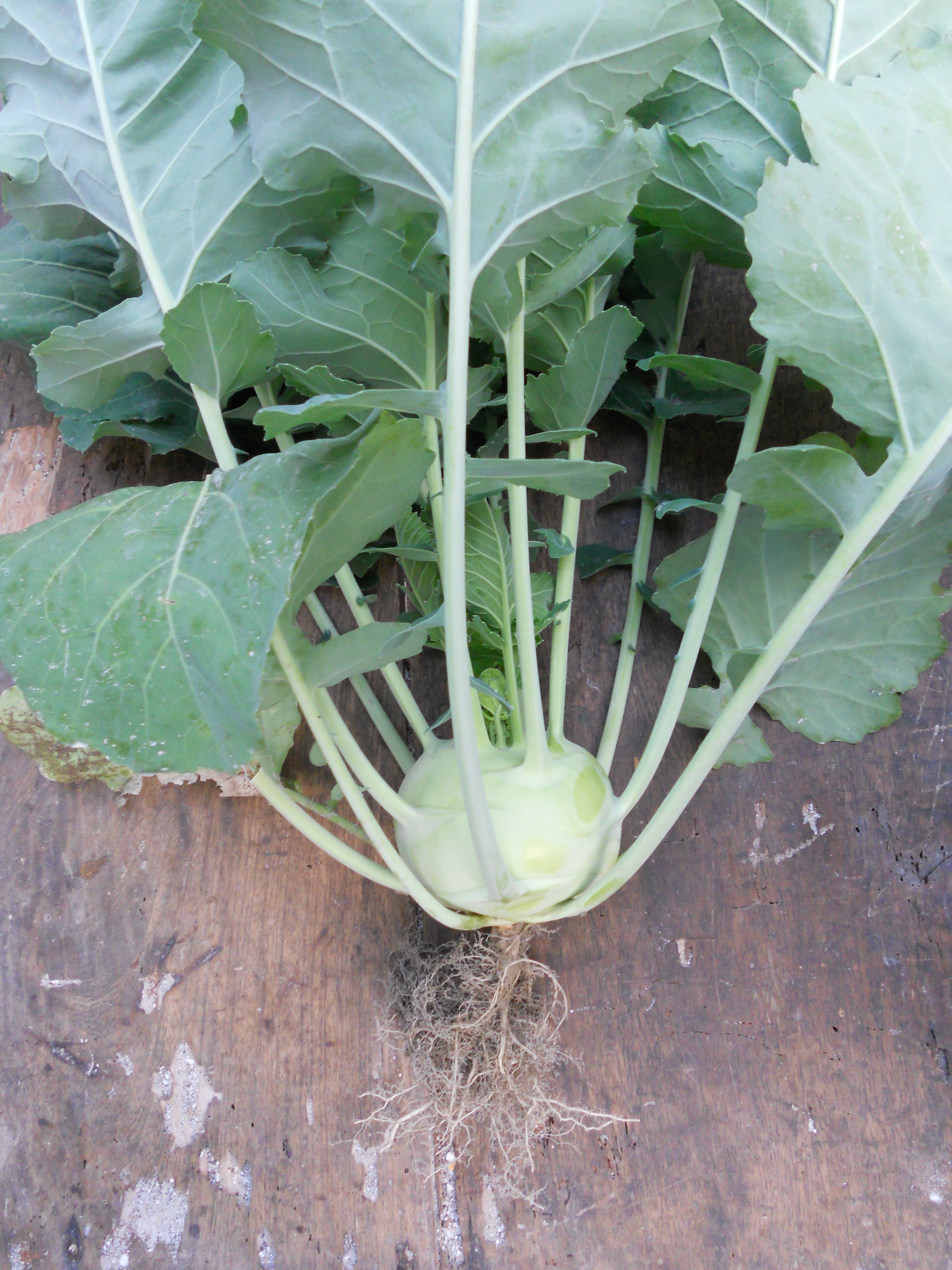
La plante avec feuilles et racines.

C'est une plante bisannuelle ou annuelle, à tiges charnues et renflées en forme de boule à sa base, juste au-dessus du sol. Cette boule est de couleur blanche, vert pâle ou violette.
Les feuilles implantées en spirale tout autour de la tige renflée et au-dessus sont alternes, entières, plus ou moins dentelées, munies d'un long pétiole. Le limbe a une couleur verte bleutée. La hampe florale apparaît la deuxième année.
Sa forme de boule entourée des bases des feuilles peut faire penser au satellite Spoutnik.

### Phylogénie
De nombreux auteurs se sont attelés à la tâche ardue de classer les nombreuses variétés de choux. Les systèmes de classifications hiérarchisées n'ont en fait aucun intérêt car les différents types de choux se sont largement hybridés au cours de l'histoire et leur distinction ne se maintient que parce que les différentes sociétés font le choix de spécialiser certains types morphologiques pour des usages précis. On peut ainsi noter que le chou-rave est étroitement apparenté au chou-fleur sur la base de l'analyse de l'ADN mitochondrial (2021).

## Origine et distribution
Cette plante est connue de haute antiquité seulement à l'état cultivé. Il était un populaire en Europe de l'est à la fin du moyen âge.

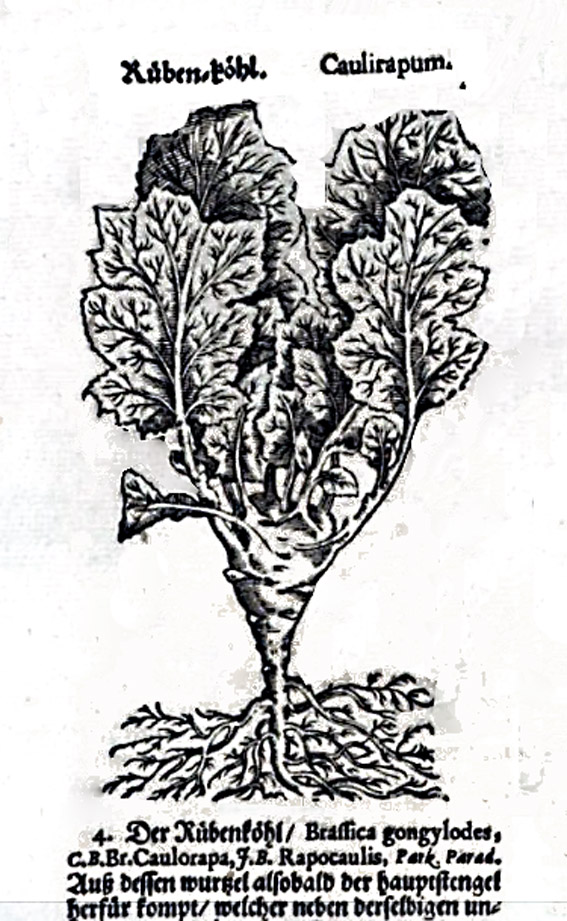
Rübenkohl dans Theatrum Botanicum (1696).

C'est une plante qui figurait parmi les plantes potagères recommandées dans le capitulaire De Villis au Moyen Âge. En 1696, il est nommé RûbenKohl (chou-rave) dans le Theatrum Botanicum de Theodor Zwinger avec le traduction chourave en français. En 1701, le Dictionnaire de Furetière donne « CHOU-RAVE, est une espèce de chou dont la tige est charnue, blanche en dedans & ronde en forme de rave ». Pitton de Tournefort, qui visite l'ile d'Andros (1727) dans les Cyclades, écrit « le Chou-rave y est très commun, de même que dans les autres Isles; c'est celui qu'on appelle à Paris Chou de Siam depuis que les Ambassadeurs de Siam sont venus à la Cour de France, quoique cette plante fût connue longtemps auparavant en Europe ».
Sa culture est décrite dans l'Art des Jardins (1775) : semer en avril, transplanter en fin juin, bulbe formé en septembre, récolter aux gelées. Menon conseille de le manger jeune. Le chou-rave est rapproché du navet pour son usage en cuisine ou comme plante fourragère. Cornesse de Champagne-sur-Vingeanne publie une grande découverte : la soupe au chou-rave.

## Culture
La plante préfère un sol frais et meuble, bien fumé. Il faut semer au début du printemps (de mars à août dans l'hémisphère nord). Dans les pays où les températures hivernales descendent rarement au-dessous de zéro, on sème tous les 15 jours à partir en automne, fin d'hiver et au printemps.
Dès que les plants atteignent environ 4 cm de haut, on éclaircit à 30 cm sur les rangs. La culture exige un arrosage régulier sinon la rave est fibreuse. La culture peut se faire en maraîchage, en place en plein air ou sous tunnel en plastique. Le cas échéant, les plants sont repiqués au stade 4-5 feuilles.

Selon les cultivars, la récolte se fait 2 à 3 mois après la plantation, lorsque les boules ont atteint la taille d'une petite pomme (5 à 6 cm de diamètre). Elle doit se faire à temps, sous peine de voir la tige devenir fibreuse.

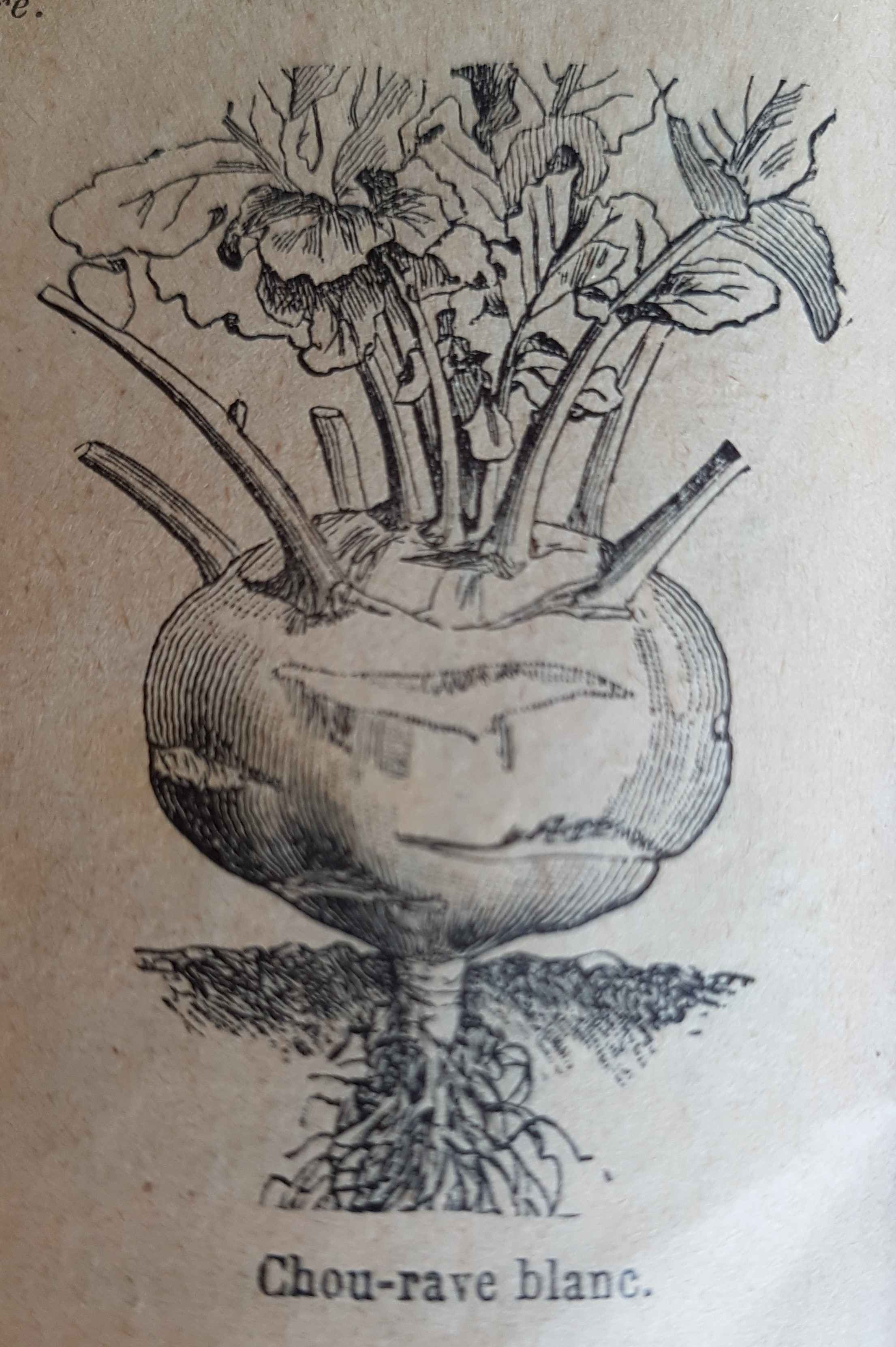
illustration de chou-rave (catalogue Vilmorin-Andrieux du printemps 1900).

## Variétés

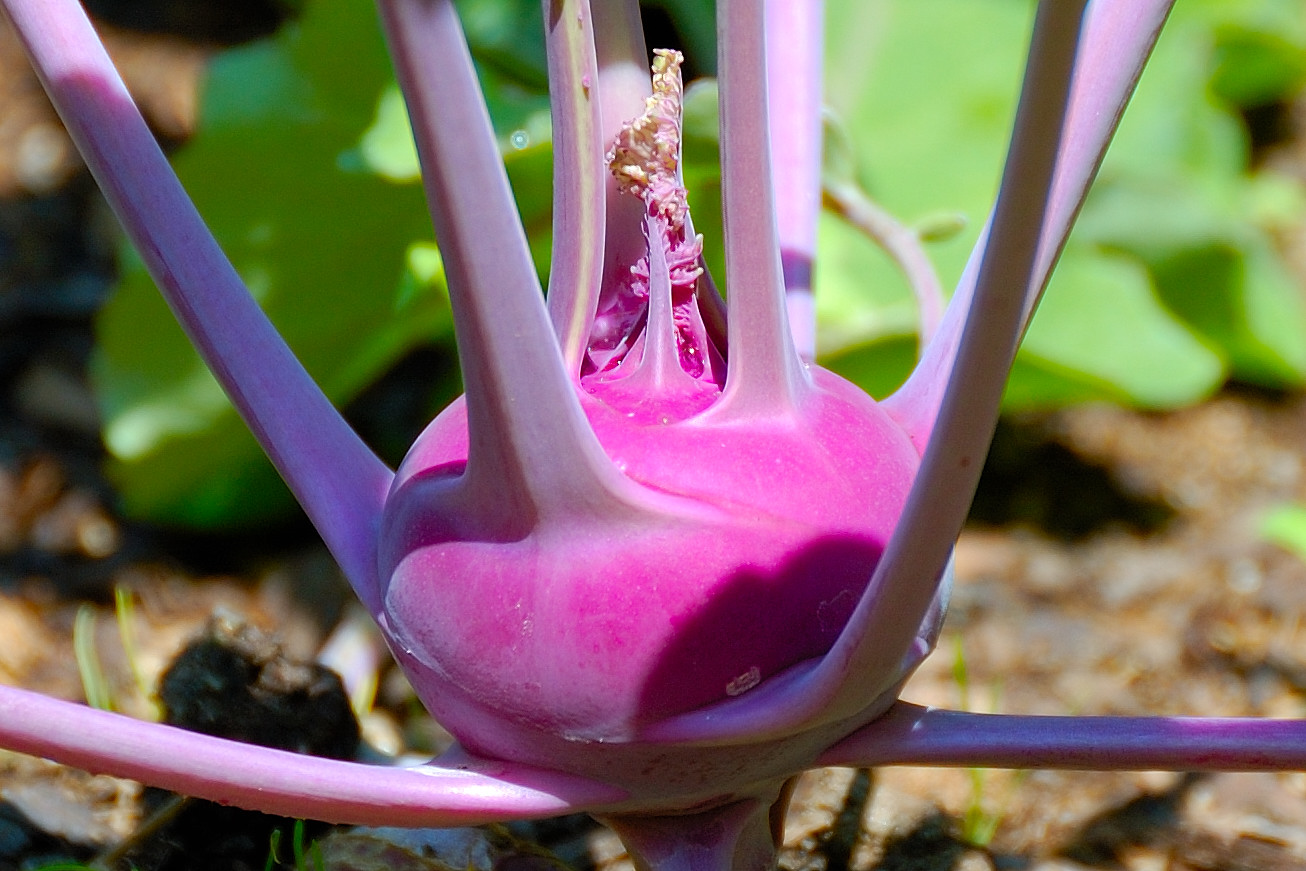

En 2023, 41 variétés sont inscrites au catalogue europén des espèces et variétés et une seule variété « Erika » est encore inscrite au catalogue officiel français
- Violet

Azur star (très précoce, violet, peu fibreux, cycle de 60 à 100 jours), Blaro (violet), Violet hâtif de Vienne dans le catalogue Vilmorin-Andrieux depuis 1890 et toujours commercialisé, il était décrit comme moins fin que le Blanc hâtif de Vienne,
- Vert clair

Superschmelz (très tendre, le plus gros plus de 2 kg), Enriko Sat 21 (très précoce à cycle très court de 50 jours), Quickstar F1 (hâtif vert pale), Goliath était dans la catalogue Vilmorin en 1904), Korsit F1 (résiste à la chaleur, précoce cycle 65 jours), 
- Blanc

Blanc hâtif (précoce), Blanc hâtif de Vienne (le plus précoce),
- Curiosités

Chou-rave à feuille d'artichaut (boule peu marquée), le chou-rave de Naples à feuilles frisées a un renflement réduit ; il est souvent assimilé à un chou, le chou frisé de Naples.

## Utilisation

### En cuisine
La boule formée par la tige renflée constitue un légume à l'arôme doux et délicat, entre radis, châtaigne et chou quand il est cru et au goût rappelant celui du navet quand il est cuit. Il peut se manger :
- cru, râpé en salade, mariné[10],
- cuit à l'eau, à la vapeur[33] poêlé (au beurre d'orange[34]), il peut s'accommoder de diverses façons : potage, ragoût, sauté[8].

C'est un légume populaire dans les pays germaniques, en Pologne, en Suisse et au Canada.
Il est aussi possible de le faire fermenter comme une choucroute : le râper et le mettre dans un bocal à conserves avec 15 g de sel par kilo. Bien tasser et fermer avec un couvercle en caoutchouc. Au bout de deux jours, la fermentation commence et le chou-rave déborde un peu. Quand la fermentation est terminée, il faut essuyer les bocaux et les stocker en attendant de déguster cru ou cuit.

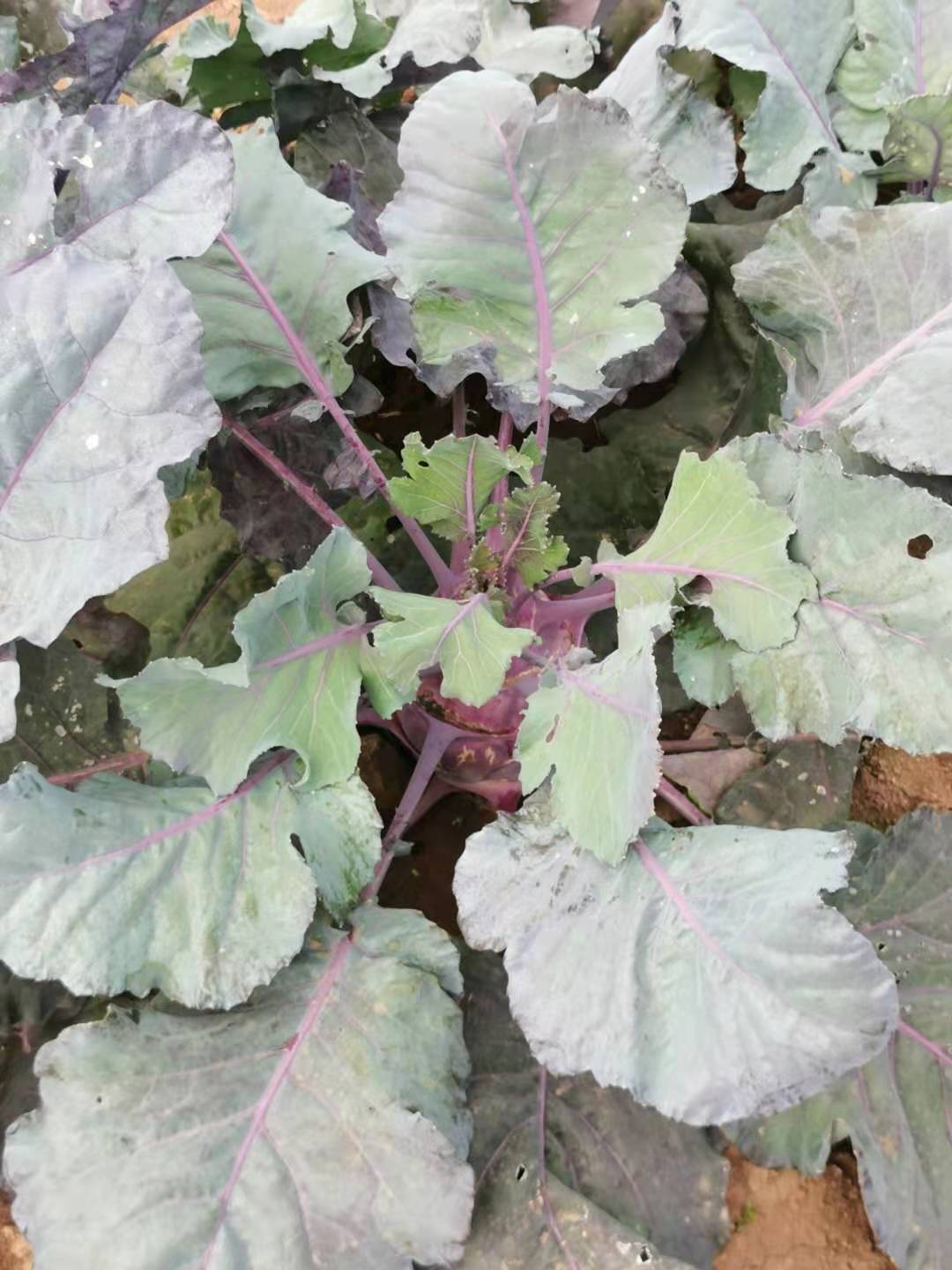
Cultivar à feuillage développé.

### Plante fourragère
Certaines variétés de chou-rave sont également utilisées comme fourrage dans l'alimentation animale. Fin XIXe siècle le chou-rave grand amélioré de Sutton, cultivar anglais, est recommandé pour les moutons. En 1997, André Dubourg recommande toujours le chou-rave facile à cultiver comme fourrage « particulièrement intéressant » pour les chêvres, les vaches, les porcs et les lapins (les feuilles pour les lapins).

### Diététique
Le chou-rave est peu calorique (17 Cal pour 100 g) et riche en fibres et en potassium.
Une étude indienne a montré que la fertilisation a une forte influence sur le profil nutritionnel du chou-rave. Les traitements (pulvérisation) au sélénium augmentent les chlorophylles totales et les caroténoïdes, et l'iode augmente les anthocyanes.
Les extraits de chou-rave violet présentent des effets anti-inflammatoires, antidiabétiques et antioxydants significativement plus forts que ceux des choux-raves verts.

### Potentiel allélopathique
L'extrait de chou-rave a démontré un potentiel allélopathique plus élevé que le chou-fleur. Sa pulvérisation entraine la réduction de la germination et de la croissance d'autant plus forte que la concentration est élevée, il agit comme un désherbant et inhibe de manière significative la croissance des adventices (2017).